# Інче
І́нче (мак. Инче) — село у Північній Македонії, входить до складу общини Македонський Брод Південно-Західного регіону.
Населення — 30 осіб (перепис 2002), за етнічним складом — 29 македонців та 1 представник інших національностей.

## Відомі люди
- Апостол Апостолскі — учасник бойових дій у Другій світовій війні.

## Галерея

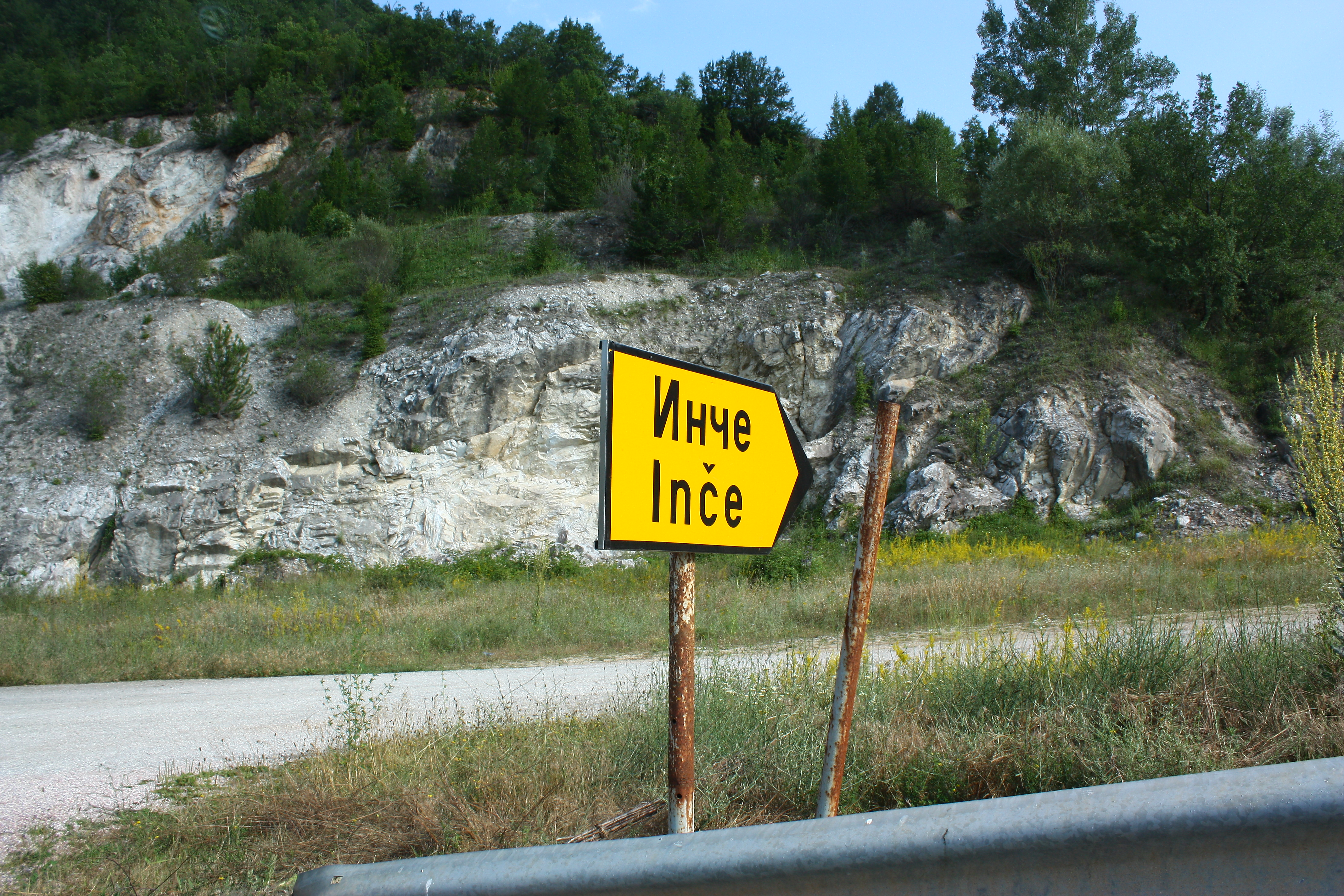
Дорожній знак
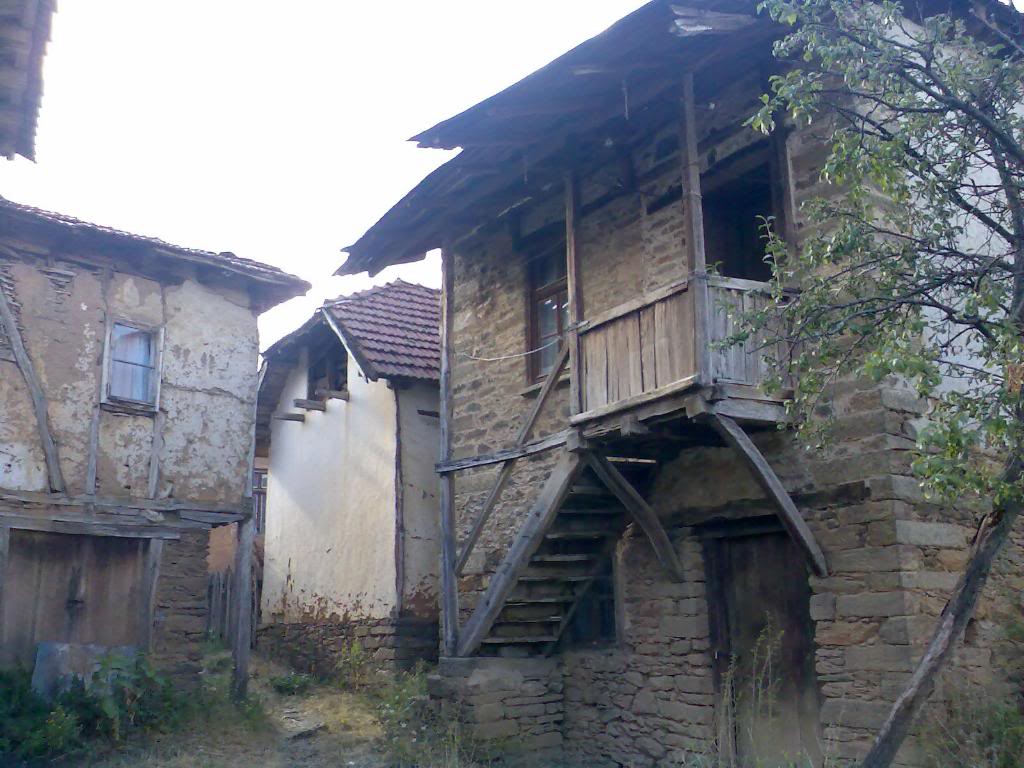
Будівля